# All-Star Game LNB 2010
Le All-Star Game LNB 2010 est la 25e édition du All-Star Game LNB. Il s’est déroulé le 30 décembre 2010 au palais omnisports de Paris-Bercy de Paris. L’équipe des All-Stars étrangers a battu l’équipe des All-Stars français (103-90). Davon Jefferson a terminé meilleur marqueur de la rencontre (21 points) et a été élu MVP. L'événement est diffusé sur Sport+.

## Joueurs

### All-Stars français
| Position | Joueur               | Équipe                  |
| -------- | -------------------- | ----------------------- |
| Meneur   | Yannick Bokolo       | Gravelines-Dunkerque    |
| Arrière  | Pape-Philippe Amagou | Roanne                  |
| Ailier   | Mickaël Gelabale     | ASVEL Lyon-Villeurbanne |
| Ailier   | Cyril Akpomedah      | Gravelines-Dunkerque    |
| Pivot    | Alain Koffi          | Le Mans                 |

| Position | Joueur            | Équipe               |
| -------- | ----------------- | -------------------- |
| Meneur   | Andrew Albicy     | Paris-Levallois      |
| Arrière  | Steed Tchicamboud | Chalon-sur-Saône     |
| Arrière  | Antoine Mendy     | Pau-Orthez           |
| Ailier   | Luc-Arthur Vebobe | Cholet               |
| Pivot    | Dounia Issa       | Gravelines-Dunkerque |

### All-Stars étrangers
| Position | Joueur          | Équipe               |
| -------- | --------------- | -------------------- |
| Meneur   | Ben Woodside    | Gravelines-Dunkerque |
| Arrière  | Bernard King    | Le Havre             |
| Ailier   | Sammy Mejia     | Cholet               |
| Ailier   | Tremmell Darden | Nancy                |
| Pivot    | Chris Massie    | Limoges              |

| Position    | Joueur           | Équipe                  |
| ----------- | ---------------- | ----------------------- |
| Meneur      | Marquez Haynes   | Chalon-sur-Saône        |
| Arrière     | Demetric Bennett | Pau-Orthez              |
| Ailier      | K. C. Rivers     | Roanne                  |
| Ailier fort | Davon Jefferson  | ASVEL Lyon-Villeurbanne |
| Pivot       | Akin Akingbala   | Nancy                   |

### Entraîneurs
Christian Monschau (Gravelines-Dunkerque), assisté de Rémy Valin (ALM Évreux), dirige l’équipe des All-Stars français. Jean-Denys Choulet (Roanne), assisté de Pascal Donnadieu (JSF Nanterre), dirige l’équipe des All-Stars étrangers.

## Concours
Concours de tirs à 3 points :
- Andrew Albicy (Paris-Levallois)
- Vule Avdalovic (Cholet) [vainqueur]
- Thomas Dubiez (Boulazac)
- Maleye N'Doye (Orléans Loiret Basket)

Concours de dunks :
- O'Darien Bassett (Clermont-Ferrand)
- Daviin Davis (Évreux)
- Marquez Haynes (Chalon-sur-Saône)
- Kim Tillie (ASVEL Lyon-Villeurbanne)
- Zack Wright (Limoges) [vainqueur]

Concours des meneurs :
- Souleymane Diabate (Roanne)
- Antoine Diot (Le Mans) [vainqueur]
- Kevin Houston (Hyères-Toulon)
- Kareem Reid (Vichy)